# Lorraine Winstanley
Lorraine Winstanley (geb. Farlam; * 28. Oktober 1975 in Buxton) ist eine englische Dartspielerin. 2019 stand sie im Finale der Damen-Weltmeisterschaft im Dartsport.

## Karriere
Ihr Profidebüt bei der World Darts Federation (WDF) bzw. der British Darts Organisation (BDO) gab Winstanley im September 2010 beim Welsh Masters. Mit 0:3 schied sie erst im Viertelfinale gegen Julie Gore aus. Das gleiche Resultat erreichte sie zwei Wochen später bei den British Open.
An ihrem 35. Geburtstag absolvierte Winstanley erfolgreich den Hull Qualifier für die BDO World Darts Championship 2011. Sie unterlag jedoch in Runde eins gegen die damals noch für Russland spielende Irina Armstrong mit 0:2. Im Februar 2011 konnte Winstanley dann ihren ersten BDO-Titel erringen, indem sie ihm Finale ihre WM-Niederlage gegen Armstrong wieder wettmachte.
Es folgten zwei Finalteilnahmen bei den Hal Open und den German Open, bevor Winstanley im Juli auch den BDO Gold Cup gewinnen konnte. Dabei besiegte sie im Finale die bis dato unbekannte Sarah Thornbury mit 3:0. Zwei Wochen später unterlag sie im Finale des British Classic der Rekordweltmeisterin Trina Gulliver. Ihr Debüt beim World Masters gab Winstanley im September 2011, wo sie im Viertelfinale Julie Gore mit 2:4 unterlag.
Wieder zwei Wochen später gewann Winstanley die British Open, indem sie sich gegen Trina Gulliver mit 3:0 durchsetzte. Es folgte ein Finale beim England Classic, bevor Winstanley in ihre zweite Weltmeisterschaft erstmals als gesetzte Spielerin startete. An Position vier traf sie zunächst auf Karen Lawman, gegen die Winstanley ihren ersten WM-Sieg errang. Mit 2:1 zog sie ins Halbfinale gegen die Erstgesetzte Deta Hedman ein und verlor dieses mit 1:2. Dieser Erfolg erbrachte ihr ein Preisgeld von £ 1.000.
Einen Monat danach spielte sich Winstanley beim größten Dartturnier der Welt, den Dutch Open, nach Siegen über Karen Lawman und Aileen de Graaf bis ins Finale vor. Dieses verlor sie jedoch mit 2:5 gegen Julie Gore. Beim Welsh Masters 2012 erzielte Winstanley einen 4:2-Sieg im Finale über Trina Gulliver. Bei den German Open einen Monat später kam sie ebenfalls ins Finale, verlor jedoch gegen Deta Hedman, genauso wie bei den BDO International Open.
Im Oktober 2012 ging Winstanley wieder beim World Masters an den Start. Im Halbfinale unterlag sie dabei knapp Deta Hedman mit 3:4. Ihr Debüt feierte Winstanley wiederum beim Zuiderduin Masters. Im Dezember wurde sie bei dem Turnier in eine Gruppe mit Aileen de Graaf und Irina Armstrong gelost. Sie unterlag zwar de Graaf mit 0:4, gewann jedoch mit 4:1 gegen Armstrong und wurde somit Gruppenzweite. Für einen Finaleinzug reichte dies jedoch nicht.
Bei der BDO World Darts Championship 2013 war Winstanley nicht mehr gesetzt und erhielt mit Anastassija Dobromyslowa ein hartes Viertelfinallos. Winstanley verlor das Spiel mit 0:2.
Erneut erreichte Winstanley das Finale bei den Dutch Open, verlor jedoch wieder, diesmal mit 3:5 gegen Trina Gulliver. Danach sollte es bis zum Juni 2013 dauern, bevor Winstanley wieder ein Finale bei der BDO erreichte. In diesem unterlag sie Deta Hedman, ebenfalls mit 3:5. Zwei Monate später konnte sie wieder ein Turnier gewinnen. Im Finale der Swedish Open setzte sie sich gegen Gulliver durch. Beim World Masters scheiterte Winstanley bereits früh an Irina Armstrong.
Auch 2014 war Winstanley wieder bei der BDO World Darts Championship dabei. Sie traf in der ersten Runde auf Deta Hedman, gegen die Winstanley nur ein Leg gewinnen konnte. Im März 2014 gewann Winstanley die Isle of Man Open, indem sie im Finale Sharon Prins mit 5:4 besiegte.
Daraufhin verlor Winstanley bei drei Turnieren in Deutschland das Finale. Zunächst bei den German Open, einen Monat später bei der Münsterland Trophy und dem Münsterland Classic. Auch das Finale der England National Championships verlor Winstanley, ebenso das British Classic. Ihren Titel bei den Swedish Open konnte sie allerdings verteidigen, bevor sie auch das British Open-Finale verlor.
Ende September nahm Winstanley am WDF Europe Cup 2014 teil. Dabei erreichte sie im Einzelwettbewerb das Halbfinale, welches sie mit 4:6 gegen Deta Hedman verlor. Im Doppel schieden sie und Hedman ebenfalls im Halbfinale aus. Beim World Masters zwei Wochen später unterlag Winstanley im Achtelfinale Lisa Ashton mit 1:4.
An Position vier gesetzt startete Winstanley in die BDO World Darts Championship 2015. Sie unterlag dennoch bereits in Runde eins Sharon Prins, wobei sie wie im Vorjahr nur ein Leg gewann.
Nach einem Finaleinzug beim Hal Masters gewann Winstanley die German Open, indem sie im Finale Zoe Jones mit 7:5 besiegte. Im Finale des German Masters einen Tag später unterlag sie jedoch Deta Hedman. Auch bei den Welsh Open verlor Winstanley das Finale, dieses Mal gegen Lisa Ashton. Bei ihrer ersten Teilnahme am British Pentathlon blieb Winstanley hinter Fallon Sherrock aus Platz zwei.
Das World Masters 2015 endete für Winstanley bereits in der Runde der letzten 32, als sie mit 3:4 gegen die Japanerin Mayumi Ouchi verlor. Immer noch gesetzt traf Winstanley bei der BDO World Darts Championship 2016 auf Rachel Brooks, gegen die sie mit 2:0 gewann und damit ihre Serie von WM-Niederlagen unterbrechen konnte. Gegen Deta Hedman schied sie jedoch im Viertelfinale aus.
Im Finale der Dutch Open Ende Januar unterlag Winstanley Lisa Ashton mit 4:5. Kurz darauf gewann sie die Scottish Open mit 5:3 gegen Deta Hedman.
Im Mai nahm Winstanley erstmals an der BDO World Trophy teil. Mit 4:2 gewann sie ihr erstes Spiel gegen Zoe Jones, bevor sie mit 2:5 gegen Rhian Griffiths verlor. Zwei Finalteilnahmen beim European Darts Classic und den Belgium Open folgten.
Beim WDF Europe Cup 2016 scheiterte Winstanley im Einzel an ihrer HalbfinalherausforderungFallon Sherrock. An der Seite von Deta Hedman zog sie im Doppel bis ins Finale ein, welches beide gegen Wales verloren. Im Team zogen die drei und Trina Gulliver ebenfalls ins Finale ein. Dieses gewann England jedoch, womit Winstanley erstmals einen Titel bei einem WDF Cup erringen konnte. Beim World Masters zwei Monate später schied Winstanley jedoch erneut früh aus.
In der ersten Runde der BDO World Darts Championship 2017 gab Winstanley gegen Anca Zijlstra kein Leg ab. Im Viertelfinale jedoch musste sich Winstanley erneut Anastassija Dobromyslowa geschlagen geben. Sie verlor mit 1:2 in Sätzen.
Winstanley siegte daraufhin beim Hal Masters sowie den Welsh Open, bevor sie wieder bei der BDO World Trophy 2017 an den Start ging. Sie verlor jedoch mit 0:4 gegen Rhian Griffiths.
Im Juni gewann Winstanley mit einem 6:5-Erfolg über Aileen de Graaf die England Open. Auch die Swedish Open konnte Winstanley wieder gewinnen. Zwei weitere Titel fuhr sie beim England Classic und dem England Matchplay ein, bevor sie nach mehreren schwachen Teilnahmen wieder beim World Masters an den Start ging.
Hierbei gewann sie gegen Rachna David, Anastassija Dobromyslowa und Tricia Wright, bevor sie im Finale auf die Australierin Corrine Hammond traf. Diese besiegte sie mit 5:2, womit Winstanley erstmals ein großes Major für sich entscheiden konnte.
Daraufhin gewann Winstanley die EDO London Open und startete beim Finder Darts Masters 2017. Sie verlor jedoch beide Gruppenspiele gegen Anastassija Dobromyslowa und Aileen de Graaf und schied somit aus.
In die BDO World Darts Championship 2018 startete Winstanley nach diesem starken Jahr als Drittgesetzte. Mit 2:0 gewann sie ihr erstes Spiel gegen Tricia Wright, bevor sie ohne Leggewinn gegen Anastassija Dobromyslowa verlor.
2018 dauerte es bis zum ersten Titel. Zuvor verlor sie ein Finale bei den Isle of Man Open sowie den BDO International Open. Auch bei der BDO World Trophy, wo sie zuvor gegen Paula Jacklin, Anca Zijlstra und Anastassija Dobromyslowa gewann, verlor sie das Finale mit 3:6 gegen Fallon Sherrock. Dafür erzielte sie ihren vierten Swedish-Open-Sieg, indem sie sich gegen Aileen de Graaf durchsetzte.
Bei ihrer Teilnahme am WDF Europe Cup im September schied sie im Einzelviertelfinale gegen Rachna David aus. Im Doppel zog sie an der Seite von Fallon Sherrock bis ins Finale ein, welches die beiden gegen ihre Teampartnerinnen Deta Hedman und Maria O’Brien verloren. Zusammen erlangten sie jedoch die Goldmedaille im Teamwettbewerb, als sie im Finale die Niederländerinnen mit 9:1 schlagen konnten.
Beim World Masters 2018 verlor die gesetzte Winstanley ihr erstes Spiel im Viertelfinale mit 0:4 gegen Casey Gallagher. Dafür gewann sie daraufhin sowohl die Northern Ireland Open als auch die Czech Open und beendete damit das Jahr auf Platz 1 der BDO Invitational Table.
Somit startete sie als Topgesetzte in die BDO World Darts Championship 2019. Mit 2:1 schlug sie dabei Casey Gallagher in Runde eins, bevor sie im Viertelfinale gegen Trina Gulliver keinen Satz verlor. Nach einem knappen 0:1-Rückstand gegen Anastassija Dobromyslowa gab sie in den kommenden beiden Sätzen nur ein Leg ab und zog damit zum ersten Mal in ihrer Karriere in ein WM-Finale ein. In diesem erwies sich jedoch die außerhalb des Softdart noch relativ unbekannte Mikuru Suzuki als zu stark und Winstanley verlor mit 0:3. Dieser Erfolg brachte ihr insgesamt 5.000 £ ein.
Im Januar 2019 spielte Winstanley daraufhin zum ersten Mal die PDC Qualifying School. Dabei gelangen ihr insgesamt vier Siege, unter anderem gegen den ehemaligen Weltmeister John Part. Für das Erspielen einer Tour Card reichte dies jedoch nicht aus. Winstanley versuchte sich daraufhin viermal auf der Challenge Tour, blieb jedoch ansonsten vorerst den Turnieren der BDO treu. So gewann sie im März 2019 das Isle of Man Classic und zog beim German Masters ins Finale ein. Bei der letzten Austragung der BDO World Trophy gewann sie zunächst knapp mit 4:3 gegen Kirsty Hutchinson, bevor sie im Viertelfinale Laura Turner mit 4:0 aus dem Turnier warf. Erst im Halbfinale schied sie aus, jedoch mit 0:5 gegen Anastassija Dobromyslowa relativ deutlich.
Beim WDF World Cup 2019 zog Winstanley im Einzel ins Achtelfinale ein, welches sie gegen Vicky Pruim verlor. Im Doppel unterlagen Winstanley und Fallon Sherrock im Halbfinale gegen Danna Foster und Karah Boutilier aus Kanada mit 0:5. Im Team gelang den Engländerinnen jedoch erneut der Turniersieg, indem man im Finale gegen Australien gewann. Beim World Masters 2019 kam Winstanley bis ins Halbfinale. Dieses verlor sie mit 1:5 gegen Anastassija Dobromyslowa.
Bei der letzten BDO World Darts Championship 2020 gewann Winstanley zunächst mit 2:0 gegen Casey Gallagher, bevor sie im Viertelfinale an der Erstgesetzten Lisa Ashton mit 0:2 scheiterte. Daraufhin nahm sie erneut an der PDC Qualifying School teil, gewann dieses Mal jedoch nur ein Spiel. Es sollte einige Zeit dauern, bis sie erneut ein Turnier spielen konnte, da die COVID-19-Pandemie den Damendartkalender komplett aussetzen ließ.
Erst bei der PDC Women’s Series 2020 ging Winstanley wieder an den Start. Dabei erreichte sie ein Halbfinale beim zweiten Turnier und ein Viertelfinale beim vierten Turnier. Damit beendete sie die PDC Women’s Series Order of Merit auf Platz 6.
Auch 2021 nahm Winstanley an der Q-School teil. Dabei gelangen ihr zwei Siege, was jedoch nicht reichte, um sich für die Final Stage zu qualifizieren. Daraufhin spielte sie die komplette UK Challenge Tour, ohne dabei jedoch nennenswerte Erfolge zu erzielen.
Ihr WDF-Comeback folgte bei den England National Finals, wo sie im Viertelfinale mit 1:4 gegen Beau Greaves ausschied. Bei der PDC Women’s Series 2021 kam sie zweimal ins Halbfinale, verlor jedoch beide gegen Mikuru Suzuki.
Die Q-School 2022 ließ Winstanley daraufhin aus, womit sie in diesem Jahr nicht an der Challenge Tour teilnehmen darf. Im Februar 2022 verlor sie das Finale des Slovak Masters gegen Laura Turner mit 2:5. Bei der PDC Women’s Series geht sie jedoch an den Start und erreichte bereits zwei Halbfinals.
Bei der WDF World Darts Championship 2022 im April startete Winstanley als gesetzte Spielerin in der zweiten Runde. Mit 2:0 besiegte sie dabei Vicky Pruim, bevor sie mit 2:1 gegen Tori Kewish das Viertelfinale gewann. Eine 0:3-Niederlage folgte jedoch im Halbfinale gegen die spätere Weltmeisterin Beau Greaves.
Bei den Dutch Open erreichte Winstanley das Viertelfinale, welches sie gegen die spätere Siegerin Beau Greaves verlor. Ende Juli nahm sie außerdem an der ersten Austragung des Women’s World Matchplay teil. Ihr erstes Spiel gab sie nach einer 3:0-Führung über die Waliserin Rhian Griffiths beinahe noch aus der Hand, konnte jedoch mit 4:3 gewinnen. Ihr Halbfinale gegen Fallon Sherrock verlor sie jedoch mit 2:5. Kurz darauf kam Winstanley bei den Belgium Open der WDF bis ins Finale. Hier unterlag sie jedoch Laura Turner mit 3:5. Das Finale der Swedish Open gewann Winstanley schließlich. Mit 5:3 besiegte sie de Niederländerin Aletta Wajer.
Mitte September spielte sich Winstanley bei den British Open ins Halbfinale, welches sie mit 3:4 gegen Aileen de Graaf verlor. Bei den British Classic, welche am gleichen Wochenende ausgetragen wurden, unterlag Winstanley im Halbfinale Lisa Ashton. Ende September war sie Teil des englischen Teams beim WDF Europe Cup 2022. Im Einzel unterlag sie dabei im Viertelfinale Veronika Ihász aus Ungarn. Auch im Doppel war im Viertelfinale Schluss. Sie und Claire Brookin verloren gegen Vicky Pruim und Susianne Hägvall aus Schweden. Den Teamwettbewerb konnte England jedoch klar gewinnen. Im Finale siegten sie mit 9:1 gegen die Niederlande. Bei den im Anschluss ausgespielten Spanish Open unterlag Winstanley im Viertelfinale gegen Rhian O’Sullivan.
2023 nahm Winstanley erneut an der Q-School teil. Sie erspielte sich dabei einen Punkt für die Rangliste, der jedoch nicht reichte, um sich für die Final Stage zu qualifizieren.
Mitte Februar nahm Winstanley an den Scottish Open teil und erreicht das Viertelfinale, welches sie mit 2:4 gegen Rebecca Brouse verlor. Ende September nahm Winstanley am WDF World Cup 2023 für England teil. Im Einzel und im Doppel – an der Seite von Claire Brookin – gelang ihr dabei kein Sieg. Im Team gewannen die Engländerinnen jedoch Bronze, nachdem man im Halbfinale den Waliserinnen unterlag. Bei den Irish Open und bei den Irish Classic Mitte Oktober unterlag Winstanley im Viertelfinale gegen Rhian O’Sullivan.
Anfang Dezember nahm Winstanley bei der WDF World Darts Championship 2023 teil. Sie war dabei an Position sieben gesetzt und erreichte das Viertelfinale, welches sie gegen Aileen de Graaf mit 0:2 verlor.

## Privates
Im März 2014 heiratete Winstanley den Dartspieler Dean Winstanley. Sie selbst brachte zwei Kinder, ihre Töchter Josie und Jessica, mit in die Ehe. Neben ihrer Dartkarriere arbeitet Winstanley als Kosmetikerin.

## Titel

### PDC
- Secondary Tour Events
  - PDC Women’s Series
    - PDC Women’s Series 2022: 10

### WDF
- Silber-Turniere 
  - Slovak Open: (1) 2020

## Weltmeisterschaftsresultate

### BDO
- 2011: Viertelfinale (0:2-Niederlage gegen  Irina Armstrong)
- 2012: Halbfinale (1:2-Niederlage gegen  Deta Hedman)
- 2013: Viertelfinale (0:2-Niederlage gegen  Anastassija Dobromyslowa)
- 2014: 1. Runde (0:2-Niederlage gegen  Deta Hedman)
- 2015: 1. Runde (0:2-Niederlage gegen  Sharon Prins)
- 2016: Viertelfinale (0:2-Niederlage gegen  Deta Hedman)
- 2017: Viertelfinale (1:2-Niederlage gegen  Anastassija Dobromyslowa)
- 2018: Viertelfinale (0:2-Niederlage gegen  Anastassija Dobromyslowa)
- 2019: Finale (0:3-Niederlage gegen  Mikuru Suzuki)
- 2020: Viertelfinale (0:2-Niederlage gegen  Lisa Ashton)

### WDF
- 2022: Halbfinale (0:3-Niederlage gegen  Beau Greaves)
- 2023: Viertelfinale (0:2-Niederlage gegen  Aileen de Graaf)